# Evaporatore atmosferico
L'evaporatore atmosferico è un'apparecchiatura che ha lo scopo di far evaporare l'acqua da una soluzione acquosa o raffreddare la soluzione stessa senza consumare quantità elevate di energia elettrica. E composto da una camera di evaporazione, un'elettropompa, un elettroventilatore e da un quadro comando per la gestione della temperatura e dei componenti elettrici.

## Come funziona
Il percorso della soluzione da evaporare/raffreddare si sviluppa con l'invio della soluzione verso l'evaporatore atmosferico utilizzando una pompa. 
All'interno della camera di evaporazione dell'evaporatore atmosferico la soluzione viene fatta passare attraverso degli ugelli/spruzzatori per aumentare la superficie di contatto tra la soluzione da evaporare/raffreddare e l'aria convogliata all'interno della camera di evaporazione dall'elettroventilatore.
L'aria a contatto con la soluzione vaporizzata si carica di umidità, passa attraverso un dispositivo atto a rimuovere eventuali goccioline sospese denominato separatore di gocce, e convogliata in atmosfera attraverso un camino di uscita oppure collegata ad impianti di aspirazione.

## Applicazioni
L'evaporatore atmosferico viene utilizzato come sistema di raffreddamento. Viene inoltre utilizzato per ridurre il volume di acque reflue industriali da depurare e smaltire. È utilizzato nell'industria del trattamento superficiale dei metalli (galvanica) per recuperare il drag-out (trascinamento, per raffreddare i bagni di zincatura acida e alcalina o per contrastare l'aumento di temperatura causato dall'effetto Joule durante il processo di cromatura a spessore o dura.